# چاه شرکت شاهد
چاه شرکت شاهد یک منطقهٔ مسکونی در ایران است که در دهستان هرابرجان واقع شده‌است.